# Giấy viết
Giấy viết là loại giấy không tráng phủ bề mặt, có mức độ gia keo phù hợp với việc dùng các loại bút mực để viết. Giấy viết thường được làm từ bột giấy hóa học tẩy trắng và các loại bột giấy tẩy trắng khác như bột giấy cơ học, bột giấy bán hóa học...

## Ứng dụng
- Vở viết
- Sổ

Mục đích chính của giấy viết là đảm bảo khả năng viết và khả năng đọc tốt. Khả năng viết yêu cầu giấy phải bắt mực. Để đọc được, giấy phải cho nét viết rõ ràng, không bị lem, nhòe, giữ nét mực được đủ lâu, có độ tương phản với màu mực. Nếu màu mực là sẫm thì giấy càng sáng, nét viết càng dễ nhận; nếu màu mực viết là sáng thì giấy phải có màu sẫm và ngược lại. Ví dụ, các loại giấy màu sẫm như màu đỏ, màu đen, màu xanh đen thường được viết với các loại mực màu trắng đục hoặc màu phát quang.
Hiện tượng lem, nhòe nét là hiện tượng giọt mực (cả chất bột tạo màu và dung môi của mực) thấm vào bề mặt và lớp dưới bề mặt giấy, loang ra to hơn kích cỡ mong muốn của nét viết. Nguyên nhân thường là do:
- Bề mặt giấy không nhẵn
- Có nhiều lỗ hổng trên bề mặt và bên trong kết cấu liên kết sơ sợi (thường là sợi dài)
- Bên trong tế bào sợi có những lỗ hỏng nhỏ (lumen) có tính ưa nước

## Tiêu chuẩn kỹ thuật

### Chỉ tiêu cơ, lý, hóa

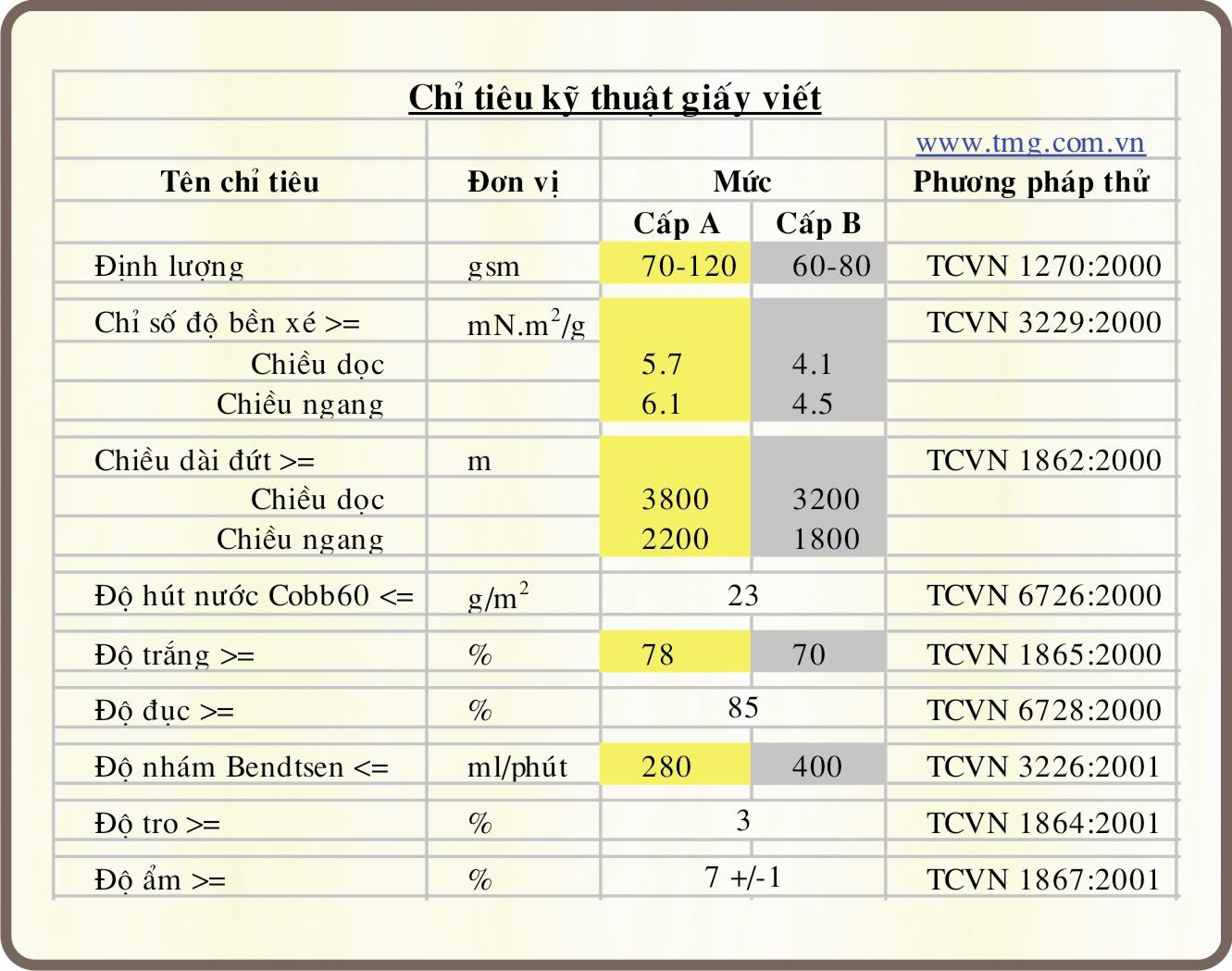
Chỉ tiêu kỹ thuật giấy viết Việt Nam

Tiêu chuẩn kỹ thuật giấy viết theo TCVN 5899:2017
- Định lượng: TCVN 1270:2017 (ISO 536:2012[2]) thay thế cho TCVN 1270:2008 và TCVN 1270:2000[3]
- Độ bền xé: TCVN 3229:2015 (ISO 1974:2012[4]) thay thế cho TCVN 3229:2007 (ISO 1974:1990) TCVN 3229:2000.[5]
- Độ bền kéo: TCVN 1862-2:2010 (ISO 1924-2:2008) thay thế cho TCVN 1862-2:2007 và TCVN 1862-2000[6]
- Độ hút nước: TCVN 6726:2007 (ISO 535:1991) và TCVN 6726:2000[7]
- Độ trắng: TCVN 1865-1:2010 (ISO 2470-1:2009) thay thế cho TCVN 1865:2007 và TCVN 1865:2000.[8][9]
- Độ đục: TCVN 6728:2010 (ISO 2471:2008) thay thế cho TCVN 6728:2007 và TCVN 6728:2000.[10]
- Độ nhám/độ nhẵn: TCVN 3226:2001 (ISO 8791 - 2:1985)[11]
- Độ tro: TCVN 1864:2001 (ISO 2144:1997)[12]
- Độ ẩm: TCVN 1867:2001.[13]
- Độ bụi: TCVN 1868:1976[14]
- Chất lượng trung bình: TCVN 3649:2007 (ISO 186:2002) thay thế TCVN 3649:2000.[15]
- Độ dày, tỉ trọng và thể tích riêng: TCVN 3652:2007 (ISO 534:2005) thay thế TCVN 3652:2000[16]